# Погром у Дрвару (1998)
Погром у Дрвару (1998) означава погром српског цивилног становништва у Федерацији БиХ априла 1998. године, који су организовали хрватски екстремисти.
Погрому су претходила бројна малтретирања, инциденти и уништавања имовине, у присуству међународних снага, које нису адекватно реаговале. Екстремисти су од протеривања српског цивилног становништва 1995. отежавали и бранили повратак Србима а крајем исте године, након потписивања Дејтонског мировног споразума, Дрвар је постао део Федерације Босне и Херцеговине, након чега су хрватски политичари населили од 5.000 до 6.000 босанских Хрвата, углавном расељених особа из централне Босне, усељавајући их бесправно у упражњене куће протераних или убијених Срба. Око 2.500 припадника хрватских снага ХВО-а и њихових породица било је стационирано тамо што је драстично променило демографску слику становништва. Од 1995. до 1999. године становништво је било углавном хрватско.
На локалним изборима 1997. године, чији резултати нису имплементирани, Дрварчани добијају 19 места а Хрвати 11. Почетком 1998. године у Дрвар и околна села вратило се око 1000 предратних становника.
Деветог априла 1998. око 150 носилаца станарског права под пратњом СФОР-а вратило се у Дрвар а већ 16. априла убијен је повратнички пар Трнинић. Паљење имовине и српских кућа се наставља све до 24. априла када ситуација измиче контроли и доживљава свој врхунац. Готово два дана отвореног напада на српско цивилно становништво у Дрвару се састојало у масовном прогону Срба, најмасовнијем од 1995. године. Процењује се да је више од 1600 људи широм Дрвара био онемогућен повратак, а око 20 људи је претучено и тешко повређено, укључујући и градоначелника Дрвара Милета Марчету. У рушилачким нередима хрватских разбојника запаљене су канцеларије УНХЦР-а, ОХР-а, ИПТФ-а као и сва возила која су им се нашла на путу.
Званичници су рекли да су мировне трупе НАТО-а морале испалити метак упозорења како би разбиле нереде неколико стотина босанских Хрвата. Ова непријатељства представљала су озбиљну препреку у напорима да се врате избеглице које су расељене током рата 1992-1995. Мировне снаге, вођене од НАТО-а, евакуисале су цивилно особље и српско становништво, а такође су и ставиле више снага за брзо ангажовање и хеликоптере у стање приправности као меру предострожности у случају даљих нереда у граду.
У наредним данима су званичници међународне заједнице успели да постигну договор између локалних Хрвата и Срба да у Кантону 10 убудуће буде много више локалних Срба у кантоналној полицији чиме су уважени захтеви Срба из Федерације БиХ.